# Bourauel
Bourauel ist ein zur Gemeinde Eitorf in Nordrhein-Westfalen gehörendes ehemaliges Kapellendorf mit bergischen Fachwerkhäusern. Es liegt zwischen dem Nutscheid und der Sieg.
Die Ortschaft war bis zum 1. Januar 1935 Teil der Gemeinde Merten.

## Geschichte

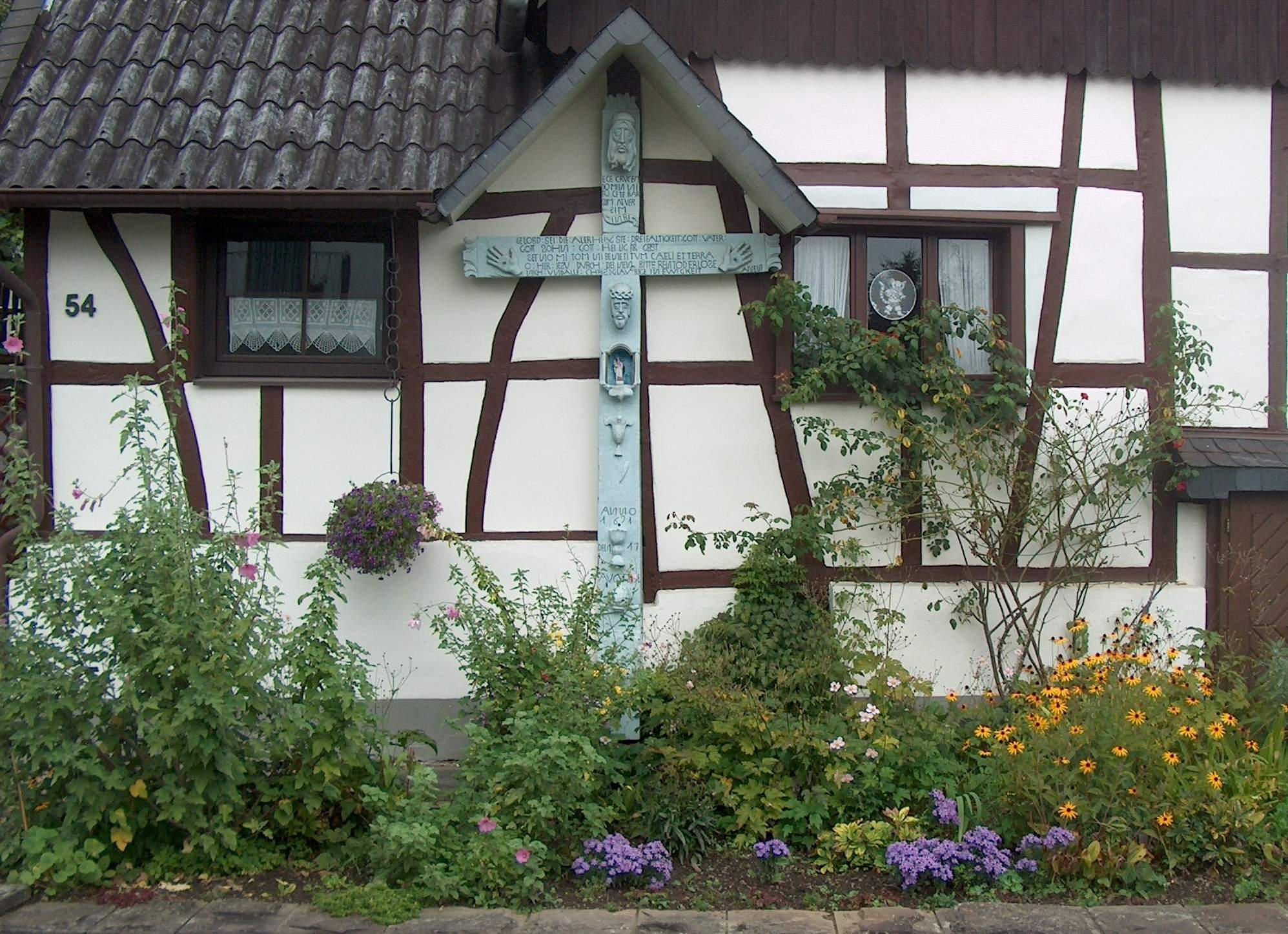
Dorfkreuz an einem Fachwerkhaus

Das Dorf wurde erstmals 1261 urkundlich erwähnt. Bourauel gehörte zur Honschaft Irlenbach. Früher war Bourauel Zentralort am Nordufer der Sieg für die Weiler
- Bücherhof oder Bog, erstmals erwähnt 1656, ein untergegangener Halfenhof der Herren von Scheidt genannt Weschpfennig an der Sieg hinter Lützgenauel
- Lützgenauel, erstmals erwähnt 1645 und noch selbstständig
- Menghof, 1585 erstmals erwähnt, zwischen Bourauel und Lützgenauel gelegen und auch untergegangen
- Brasshof, im östlichen Bourauel gelegen
- Hombacher Mühle, am Schmelzbach (Sieg) gelegen, untergegangen
- Hombach, 927 erstmals urkundlich erwähnt, heute ebenfalls ein Teil des Ortes Eitorf.

Dazu kamen vielleicht noch Weierhof und Bonnhof, die als Flurbezeichnungen erhalten blieben.
Oberhalb von Bourauel in der Nutscheid lagen
- Thielenbach, erstmals 1436 erwähnt und Mittelpunkt einer eigenen Honschaft, aber auch untergegangen
- Uhlersharth, 1656 erstmals erwähnt und nach 1843 untergegangen
- Forsthaus Storch, untergegangen

und eventuell noch nahe der Römerstraße ein Brölerhof, auf den Flurnamen hindeuten.
Der heute noch oberhalb der Quelle des Mengbachs liegende Baumhof existierte im Mittelalter noch nicht.
Heute erinnert nur noch eine Straßenbezeichnung an den früher eigenständigen Ort Bourauel.

## Einwohner
1821 hatte der Ort 137 Bewohner.
1845 hatte Bourauel 185 Einwohner.
1925 waren in Bourauel 55 Haushalte verzeichnet, darunter die Gastwirte Johann Honrath und Johann Klein.

## Weinbau
Laut Flurbezeichnungen gab es früher einen Weinanbau: Im Weinberg, Unterm Weinberg, Oben am Proffgarten und im alten Weingarten.

## Vereinsleben
Es gibt einen eigenen Karnevalsverein, einen Veedelszoch und einen Kapellenverein.